# 山花郁夫
山花 郁夫（やまはな いくお、1967年1月18日 - ）は、日本の政治家。立憲民主党所属の衆議院議員（5期）。法務副大臣（野田第3次改造内閣）、外務大臣政務官（菅直人第1次改造内閣・菅直人第2次改造内閣）等を務めた。
父は日本社会党委員長や政治改革担当大臣、旧民主党副代表等を務めた元衆議院議員の山花貞夫。祖父は元日本社会党副委員長の山花秀雄。

## 来歴

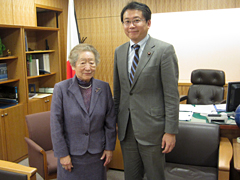
2010年11月19日、国際協力機構理事長緒方貞子（左）と

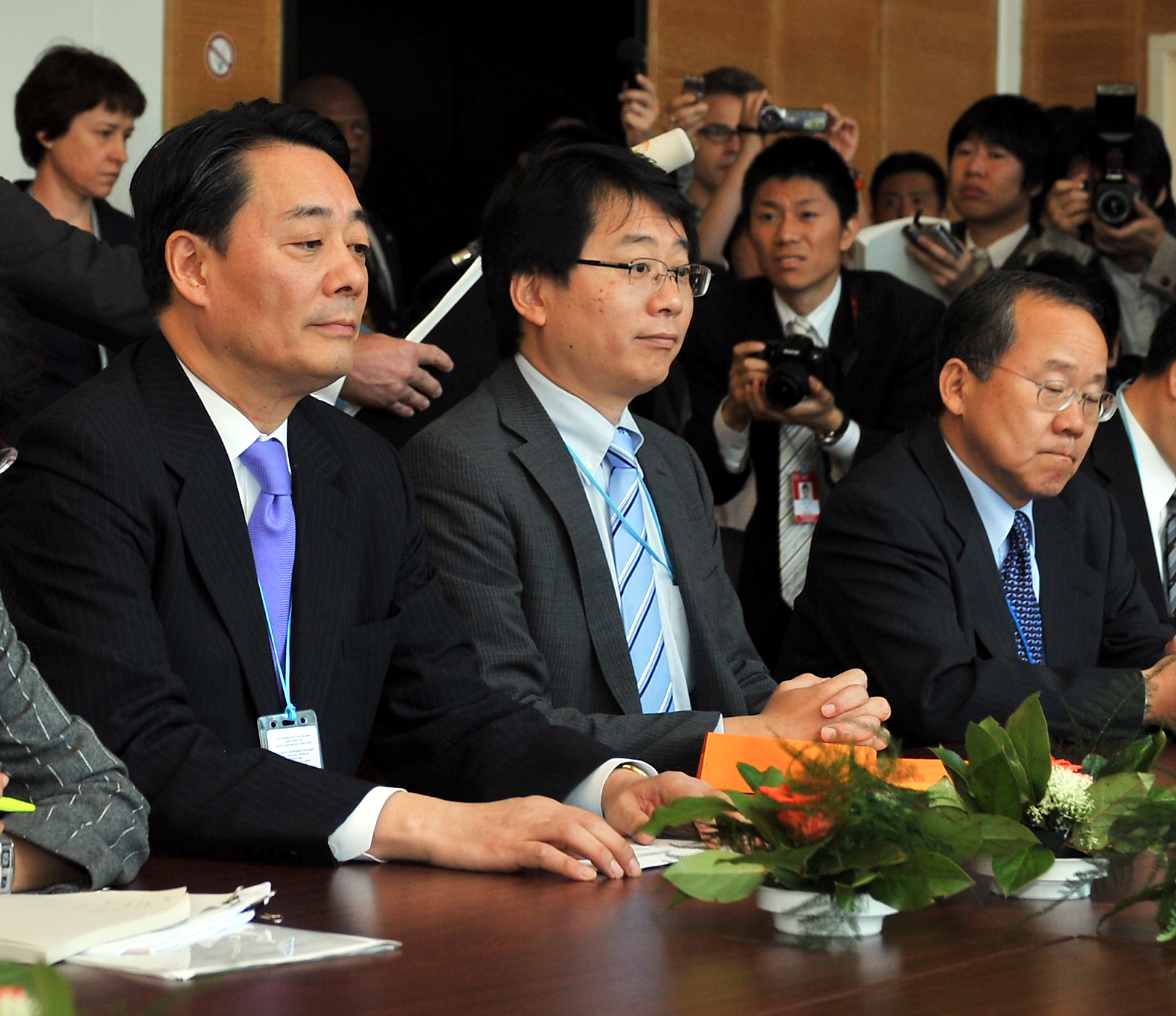
2011年6月20日、経済産業大臣海江田万里（左）、在ウィーン国際機関政府代表部特命全権大使中根猛（右）と

東京都調布市生まれ。晃華学園小学校、早稲田高等学校、立命館大学法学部卒業。大学卒業後、1999年まで10年間、LEC東京リーガルマインドで専任講師を務め、公務員志望者を対象に憲法学の講義を担当していた。
2000年、議員在職のまま死去した父・山花貞夫の地盤を引き継ぎ、第42回衆議院議員総選挙に東京22区から民主党公認で出馬。6人が立候補した混戦を制して初当選した。当選後、男性国会議員では初めて産休を取得した。2002年の民主党代表選挙では、現職の鳩山由紀夫代表ではなく、同じ東京都選出の菅直人（東京18区選出）を支持したが、菅は鳩山に敗れた。同年12月、執行部人事等をめぐり党内の混乱を招いた鳩山代表が引責辞任したため、再度代表選に立候補した菅の推薦人に名を連ね、菅は岡田克也を破り民主党代表に選出された。
2003年の第43回衆議院議員総選挙では、東京22区で自由民主党前職の伊藤達也（前回は比例東京ブロック単独で立候補し、当選していた）を破り、再選（伊藤も比例復活）。なお、父の山花貞夫は1996年の第41回衆議院議員総選挙で、新進党公認の伊藤に敗れた。
2005年の第44回衆議院議員総選挙では現職の金融担当大臣である伊藤に東京22区で敗れ、重複立候補していた比例東京ブロックでも復活できず、落選した。
2009年の第45回衆議院議員総選挙では、東京22区で自民党前職の伊藤を破り、4年ぶりに国政に復帰した。
2010年、第1次菅直人改造内閣で外務大臣政務官に任命され、第2次菅直人改造内閣まで務める。
2011年8月26日、菅直人首相が民主党代表辞任を正式に表明。菅の辞任に伴う代表選挙（8月29日実施）では海江田万里の推薦人に名を連ねた。
2012年9月の民主党代表選挙では赤松広隆の推薦人に名を連ねたが、赤松は現職の野田佳彦首相に敗れた。代表選後に発足した第3次野田改造内閣で法務副大臣に任命されるが、同年12月の第46回衆議院議員総選挙では東京22区で伊藤に敗れ、比例東京ブロックでの復活もできず落選した。
2014年の第47回衆議院議員総選挙にも民主党公認で東京22区から出馬したが、自民党前職の伊藤に敗れ、比例復活もできず再び落選した。
2017年9月27日、前原誠司民進党代表が、民進党を事実上解党し、希望の党からの衆院選立候補を容認する方針を明らかにした。10月2日、枝野幸男が新党「立憲民主党」を設立すると表明。同日、山花は「安保法制の白紙撤回を求めてきた立場で（希望の党とは）距離がある」として希望の党への公認を申請せず、立憲民主党から出馬する意向を表明。10月3日、希望の党は衆院選の第1次公認192人を発表。同党が東京22区に弁護士の金ヶ崎絵美を擁立したことが明らかとなった。10月22日に行われた第48回衆議院議員総選挙に立憲民主党公認で立候補し、選挙区では自民党前職の伊藤に敗れたが、比例東京ブロックで復活し、5年ぶりに国政に復帰した。
2020年9月15日、旧立憲民主党と旧国民民主党は、2つの無所属グループを加えた形で新「立憲民主党」を結成。山花も新党に参加。
2021年10月31日の第49回衆議院議員総選挙は、山花、自民党前職の伊藤、れいわ新選組の櫛渕万里、NHKと裁判してる党弁護士法72条違反で新人の4者の戦いとなり、伊藤が当選した。立憲民主党は比例東京ブロックで4議席を獲得。5番目の惜敗率（85.566％）だった山花は比例復活もかなわず、議席を失った。
2024年10月27日の第50回衆議院議員総選挙では、伊藤を僅差で破り小選挙区で当選した。

## 政策・主張
- 第9条を含む日本国憲法の改正に反対[20]。
- 憲法への緊急事態条項の創設に反対[20]。

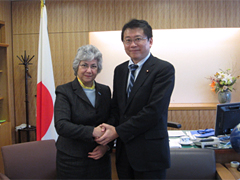
2010年11月18日、国際連合ボランティア計画事務局長フラビア・パンシエーリ（左）と

- 参議院議員通常選挙で隣接する県を一つの選挙区にする「合区」をなくすための憲法改正に反対[20]。
- アベノミクスを評価しない[20]。
- 高収入の一部専門職を労働時間規制から外す「高度プロフェッショナル制度」の導入に反対[20]。
- 日本の原子力発電について「当面は必要だが、将来的には廃止すべきだ」としている[20]。
- カジノの解禁に反対[20]。
- 日本の核武装について「将来にわたって検討すべきでない」としており、非核三原則の「持ち込ませず」の部分の見直しについても「議論する必要はない」としている[20]。
- 女性宮家の創設に賛成[20]。
- アニメ、ゲーム等の表現規制に反対[21][22]。

## 活動

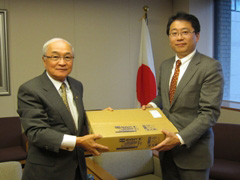
2011年4月19日、日本駐箚パラグアイ特命全権大使ナオユキ・トヨトシ（左）と

- 名古屋刑務所で受刑者が高圧放水によって死亡した事件について、2003年3月、消防用ホースを用いた再現実験を山花、永田寿康の2名で行った。しかし実際の水圧は実験のものの10分の1程度にすぎなかったため、民主党は謝罪に追い込まれた[23]。
- 2003年8月、静岡空港建設反対の国会議員署名活動で署名者に加わった[24]。
- 衆議院憲法審査会では国民投票法の審議に対し「CM規制」を求める立場をとった[25]。2021年6月11日改正憲法国民投票法成立の際は、CMなどの規制について「法施行後3年をめどに検討を加え、必要な法制上の措置を講ずる」と付則に明記させることで賛成に回った[26]。

## 所属団体・議員連盟
- 死刑廃止を推進する議員連盟（幹事）

## 選挙歴
| 当落 | 選挙                   | 執行日         | 年齢 | 選挙区       | 政党       | 得票数     | 得票率 | 定数 | 得票順位 /候補者数 | 政党内比例順位 /政党当選者数 |
| ---- | ---------------------- | -------------- | ---- | ------------ | ---------- | ---------- | ------ | ---- | ------------------ | ---------------------------- |
| 当   | 第42回衆議院議員総選挙 | 2000年06月25日 | 33   | 東京都第22区 | 民主党     | 10万4132票 | 38.85% | 1    | 1/6                | /                            |
| 当   | 第43回衆議院議員総選挙 | 2003年11月09日 | 36   | 東京都第22区 | 民主党     | 11万3931票 | 45.91% | 1    | 1/4                | /                            |
| 落   | 第44回衆議院議員総選挙 | 2005年09月11日 | 38   | 東京都第22区 | 民主党     | 10万7417票 | 37.21% | 1    | 2/4                | 21/6                         |
| 当   | 第45回衆議院議員総選挙 | 2009年08月30日 | 42   | 東京都第22区 | 民主党     | 15万4904票 | 50.58% | 1    | 1/4                | /                            |
| 落   | 第46回衆議院議員総選挙 | 2012年12月16日 | 45   | 東京都第22区 | 民主党     | 6万6210票  | 23.00% | 1    | 2/6                | 10/3                         |
| 落   | 第47回衆議院議員総選挙 | 2014年12月14日 | 47   | 東京都第22区 | 民主党     | 8万14票    | 31.50% | 1    | 2/4                | 7/3                          |
| 比当 | 第48回衆議院議員総選挙 | 2017年10月22日 | 50   | 東京都第22区 | 立憲民主党 | 9万1073票  | 35.76% | 1    | 2/4                | 4/4                          |
| 落   | 第49回衆議院議員総選挙 | 2021年10月31日 | 54   | 東京都第22区 | 立憲民主党 | 11万2393票 | 40.10% | 1    | 2/4                | 5/4                          |
| 当   | 第50回衆議院議員総選挙 | 2024年10月27日 | 57   | 東京都第22区 | 立憲民主党 | 9万9790票  | 40.24% | 1    | 1/4                | /                            |